# Чемпионат мира по международным шашкам среди женщин 2023
Чемпионат мира по международным шашкам среди женщин 2023 года проходил с 28 сентября по 13 октября в Виллемстаде (Кюрасао). Участие приняли 16 спортсменок. По политическим причинам не принимали участие спортсменки России и Беларуси. Призовой фонд 20 000 евро.
Титул в первый раз завоевала представительница Украины Виктория Мотричко. Серебро завоевала Дарья Ткаченко, бронзу - представительница Украины Елена Короткая.
Одновременно там же проводился чемпионат мира среди мужчин.

## Регламент
Турнир проводится по круговой системе. Контроль времени — 90 минут на 45 ходов, далее ещё 30 минут + 30 секунд за ход, начиная с 46 хода. Ничья по взаимному согласия фиксируется в случае, если обе спортсменки сделали не менее 40 ходов. В противном случае обеим участницам присуждается 0 очков.
Итоговое место определяется по сумме очков. В случае равенства очков место определяется:
1. по наибольшему количеству побед
2. по результату личных встреч
3. по лучшему результату с участницами в порядке занятых мест (выше будет тот, кто сыграет лучше с соперницей, занявшей более высокое место).

В случае, если эти критерии не позволят определить место участниц, то для определения 1-го, 2-го или 3-го места будет проведён тай-брейк по системе Леманна—Георгиева (15 минут плюс 2 секунды за ход на все партии до победы одной из соперниц), если равенство будет у большего числа участницв, то между ними будет проведён круговой турнир по суперблицу (10 минут плюс 2 секунды за ход на все партии до победы одной из соперниц), а начиная с 4 места, участницам присваивается одинаковое место.
Игрокам запрещается приносить или пользоваться электронными гаджетами (мобильным телефоном, компьютером, коммуникаторами и т.д.). В случае нарушения этого правила игроку засчитывается поражение.

## Расписание
| Тур       | Дата        | Время |
| --------- | ----------- | ----- |
| 1         | 28 сентября | 15-30 |
| 2         | 29 сентября | 10-00 |
| 3         | 30 сентября | 10-00 |
| 4         | 1 октября   | 10-00 |
| 5         | 2 октября   | 10-00 |
| 6         | 2 октября   | 16-00 |
| 7         | 4 октября   | 10-00 |
| 8         | 5 октября   | 10-00 |
| 9         | 6 октября   | 10-00 |
| 10        | 7 октября   | 10-00 |
| 11        | 8 октября   | 10-00 |
| 12        | 10 октября  | 10-00 |
| 13        | 11 октября  | 10-00 |
| 14        | 12 октября  | 10-00 |
| 15        | 13 октября  | 10-00 |
| тай-брейк | 13 октября  | 15-00 |

## Список участниц
Чемпионка мира 2021 года Матрёна Ноговицына и серебряный призёр Тамара Тансыккужина не были допущены из-за российского гражданства.
Вместо не приехавших призёров чемпионата Азии Энхболд Хуслен, Батдаваа Ёсуи, Анель Давлетовой, а также Аделины Каборе выступали представительницы Нидерландов Флёр Крёйсмюлдер и Виталия Думеш, Литвы - Рита Пакаускайте, Чехии - Петра Душкова.
| Номер | Участница         | Страна       | Примечания           |
| ----- | ----------------- | ------------ | -------------------- |
| 1     | Виктория Мотричко | Украина      | 3-е место на ЧМ-2021 |
| 2     | Наталья Садовская | Польша       | 4-е место на ЧМ-2021 |
| 3     | Аделина Каборе    | Буркина-Фасо | Африка               |
| 4     | Галина Петухова   | США          | Америка              |
| 5     | Энхболд Хуслен    | Монголия     | Азия                 |
| 6     | Батдаваа Ёсуи     | Монголия     | Азия                 |
| 7     | Анель Давлетова   | Казахстан    | Азия                 |
| 8     | Марта Банковска   | Польша       | Европа               |
| 9     | Катажина Станчук  | Польша       | Европа               |
| 10    | Ольга Балтажи     | Украина      | Европа               |
| 11    | Елена Короткая    | Украина      | Европа               |
| 12    | Мия Плестите      | Литва        | Европа               |
| 13    | Лиса Схолтенс     | Нидерланды   | Европа               |
| 14    | Юлия Макаренкова  | Украина      | Из списка резерва    |
| 15    | Хейке Верхёл      | Нидерланды   | Место организаторов  |
| 16    | Дарья Ткаченко    | ФМЖД         | Место спонсоров      |

## Результаты
| Место | Имя               | Страна     | Звание | Рейтинг | 1 | 2 | 3 | 4 | 5 | 6 | 7 | 8 | 9 | 10 | 11 | 12 | 13 | 14 | 15 | 16 | Очки | выиг. | ничьи | пораж. |
| ----- | ----------------- | ---------- | ------ | ------- | - | - | - | - | - | - | - | - | - | -- | -- | -- | -- | -- | -- | -- | ---- | ----- | ----- | ------ |
| 1     | Виктория Мотричко | Украина    | GMIF   | 2270    |   | 1 | 1 | 2 | 1 | 1 | 1 | 2 | 1 | 2  | 2  | 2  | 2  | 2  | 2  | 2  | 23   | 8     | 7     | 0      |
| 2     | Дарья Ткаченко    | ФМЖД       | GMIF   | 2212    | 1 |   | 0 | 2 | 2 | 1 | 2 | 1 | 1 | 1  | 1  | 2  | 1  | 2  | 2  | 2  | 21   | 7     | 7     | 1      |
| 3     | Елена Короткая    | Украина    |        | 2078    | 1 | 2 |   | 1 | 1 | 1 | 1 | 1 | 1 | 1  | 1  | 1  | 2  | 1  | 2  | 2  | 19   | 4     | 11    | 0      |
| 4     | Лиса Схолтенс     | Нидерланды | MFF    | 2065    | 0 | 0 | 1 |   | 1 | 1 | 1 | 2 | 2 | 0  | 2  | 2  | 2  | 1  | 1  | 2  | 18   | 6     | 6     | 3      |
| 5     | Наталья Садовская | Польша     | GMIF   | 2245    | 1 | 0 | 1 | 1 |   | 1 | 1 | 1 | 1 | 2  | 1  | 1  | 2  | 2  | 1  | 2  | 18   | 4     | 10    | 1      |
| 6     | Хейке Верхёл      | Нидерланды | MIF    | 2176    | 1 | 1 | 1 | 1 | 1 |   | 1 | 1 | 2 | 1  | 0  | 1  | 1  | 2  | 1  | 2  | 17   | 3     | 11    | 1      |
| 7     | Марта Банковска   | Польша     | GMIF   | 2181    | 1 | 0 | 1 | 1 | 1 | 1 |   | 1 | 1 | 1  | 1  | 1  | 1  | 2  | 2  | 2  | 17   | 3     | 11    | 1      |
| 8     | Рита Пакаускайте  | Литва      | MIF    | 2067    | 0 | 1 | 1 | 0 | 1 | 1 | 1 |   | 2 | 1  | 1  | 0  | 0  | 1  | 2  | 2  | 14   | 3     | 8     | 4      |
| 9     | Катажина Станчук  | Польша     | MIF    | 2092    | 1 | 1 | 1 | 0 | 1 | 0 | 1 | 0 |   | 1  | 1  | 1  | 1  | 1  | 2  | 2  | 14   | 2     | 10    | 3      |
| 10    | Виталия Думеш     | Нидерланды | MIF    | 2111    | 0 | 1 | 1 | 2 | 0 | 1 | 1 | 1 | 1 |    | 1  | 1  | 1  | 0  | 1  | 2  | 14   | 2     | 10    | 3      |
| 11    | Ольга Балтажи     | Украина    | GMIF   | 2172    | 0 | 1 | 1 | 1 | 0 | 1 | 1 | 1 | 1 | 2  |    | 1  | 1  | 2  | 1  | 0  | 14   | 2     | 10    | 3      |
| 12    | Флёр Крёйсмюлдер  | Нидерланды |        | 2073    | 0 | 0 | 1 | 0 | 1 | 1 | 1 | 2 | 1 | 1  | 1  |    | 1  | 2  | 1  | 1  | 14   | 2     | 10    | 3      |
| 13    | Юлия Макаренкова  | Украина    | MIF    | 2178    | 0 | 1 | 0 | 0 | 0 | 1 | 1 | 2 | 1 | 1  | 1  | 1  |    | 1  | 1  | 2  | 13   | 2     | 9     | 4      |
| 14    | Мия Плестите      | Литва      | MFF    | 2000    | 1 | 0 | 1 | 1 | 0 | 0 | 0 | 1 | 1 | 2  | 0  | 0  | 1  |    | 0  | 2  | 10   | 2     | 6     | 7      |
| 15    | Петра Душкова     | Чехия      | MFF    | 2054    | 0 | 0 | 0 | 1 | 1 | 1 | 0 | 0 | 0 | 1  | 1  | 1  | 1  | 2  |    | 1  | 10   | 1     | 8     | 6      |
| 16    | Галина Петухова   | США        |        | 1899    | 0 | 0 | 0 | 0 | 0 | 0 | 0 | 0 | 0 | 0  | 2  | 1  | 0  | 0  | 1  |    | 4    | 1     | 2     | 12     |

| Виталия Думеш — Галина Петухова 2—0 Хейке Верхёл — Петра Душкова 1—1 Флёр Крёйсмюлдер — Рита Пакаускайте 2—0 Мия Плестите — Елена Короткая 1—1 Лиса Схолтенс — Катажина Станчук 2—0 Наталья Садовская — Марта Банковска 1—1 FMJD Дарья Ткаченко — Виктория Мотричко 1—1 Ольга Балтажи — Юлия Макаренкова 1—1 Рита Пакаускайте — Мия Плестите 1—1 Галина Петухова — Юлия Макаренкова 0—2 Виктория Мотричко — Ольга Балтажи 2—0 Марта Банковска — FMJD Дарья Ткаченко 0—2 Катажина Станчук — Наталья Садовская 1—1 Елена Короткая — Лиса Схолтенс 1—1 Петра Душкова — Флёр Крёйсмюлдер 1—1 Виталия Думеш — Хейке Верхёл 1—1 Хейке Верхёл — Галина Петухова 2—0 Флёр Крёйсмюлдер — Виталия Думеш 1—1 Мия Плестите — Петра Душкова 0—2 Лиса Схолтенс — Рита Пакаускайте 2—0 FMJD Дарья Ткаченко — Катажина Станчук 1—1 Наталья Садовская — Елена Короткая 1—1 Ольга Балтажи — Марта Банковска 1—1 Юлия Макаренкова— Виктория Мотричко 0—2 Галина Петухова — Виктория Мотричко 0—2 Марта Банковска — Юлия Макаренкова 1—1 Катажина Станчук — Ольга Балтажи 1—1 Рита Пакаускайте — Наталья Садовская 1—1 Елена Короткая — FMJD Дарья Ткаченко 2—0 Петра Душкова — Лиса Схолтенс 1—1 Хейке Верхёл — Флёр Крёйсмюлдер 1—1 Виталия Думеш — Мия Плестите 0—2 Флёр Крёйсмюлдер — Галина Петухова 1—1 Мия Плестите — Хейке Верхёл 0—2 Лиса Схолтенс — Виталия Думеш 0—2 Наталья Садовская — Петра Душкова 1—1 FMJD Дарья Ткаченко — Рита Пакаускайте 1—1 Ольга Балтажи — Елена Короткая 1—1 Юлия Макаренкова — Катажина Станчук 1—1 Виктория Мотричко — Марта Банковска 1—1 Галина Петухова — Марта Банковска 0—2 Елена Короткая — Юлия Макаренкова 2—0 Катажина Станчук — Виктория Мотричко 1—1 Рита Пакаускайте — Ольга Балтажи 1—1 Виталия Думеш — Наталья Садовская 0—2 Петра Душкова — FMJD Дарья Ткаченко 0—2 Хейке Верхёл — Лиса Схолтенс 1—1 Флёр Крёйсмюлдер — Мия Плестите 2—0 Мия Плестите — Галина Петухова 2—0 Лиса Схолтенс — Флёр Крёйсмюлдер 2—0 Наталья Садовская — Хейке Верхёл 1—1 FMJD Дарья Ткаченко — Виталия Думеш 1—1 Ольга Балтажи — Петра Душкова 1—1 Юлия Макаренкова — Рита Пакаускайте 2—0 Виктория Мотричко — Елена Короткая 1—1 Марта Банковска — Катажина Станчук 1—1 Галина Петухова — Катажина Станчук 0—2 Елена Короткая — Марта Банковска 1—1 Рита Пакаускайте — Виктория Мотричко 0—2 Виталия Думеш — Ольга Балтажи 1—1 Петра Душкова — Юлия Макаренкова 1—1 Хейке Верхёл — FMJD Дарья Ткаченко 1—1 Флёр Крёйсмюлдер — Наталья Садовская 1—1 Мия Плестите — Лиса Схолтенс 1—1 | Лиса Схолтенс — Галина Петухова 2—0 Наталья Садовская — Мия Плестите 2—0 FMJD Дарья Ткаченко — Флёр Крёйсмюлдер 2—0 Ольга Балтажи — Хейке Верхёл 2—0 Юлия Макаренкова — Виталия Думеш 1—1 Виктория Мотричко — Петра Душкова 2—0 Марта Банковска — Рита Пакаускайте 1—1 Елена Короткая — Катажина Станчук 1—1 Галина Петухова — Елена Короткая 0—2 Рита Пакаускайте — Катажина Станчук 2—0 Виталия Думеш — Виктория Мотричко 0—2 Петра Душкова — Марта Банковска 0—2 Хейке Верхёл — Юлия Макаренкова 1—1 Флёр Крёйсмюлдер — Ольга Балтажи 1—1 Мия Плестите — FMJD Дарья Ткаченко 0—2 Лиса Схолтенс — Наталья Садовская 1—1 Наталья Садовская — Галина Петухова 2—0 FMJD Дарья Ткаченко — Лиса Схолтенс 2—0 Ольга Балтажи — Мия Плестите 2—0 Юлия Макаренкова — Флёр Крёйсмюлдер 1—1 Виктория Мотричко — Хейке Верхёл 1—1 Марта Банковска — Виталия Думеш 1—1 Катажина Станчук — Петра Душкова 2—0 Елена Короткая — Рита Пакаускайте 1—1 Наталья Садовская — FMJD Дарья Ткаченко 0—2 Галина Петухова — Рита Пакаускайте 0—2 Лиса Схолтенс — Ольга Балтажи 2—0 Мия Плестите — Юлия Макаренкова 1—1 Флёр Крёйсмюлдер — Виктория Мотричко 0—2 Хейке Верхёл — Марта Банковска 1—1 Виталия Думеш — Катажина Станчук 1—1 Петра Душкова — Елена Короткая 0—2 FMJD Дарья Ткаченко — Галина Петухова 2—0 Ольга Балтажи — Наталья Садовская 1—1 Юлия Макаренкова — Лиса Схолтенс 0—2 Виктория Мотричко — Мия Плестите 1—1 Марта Банковска — Флёр Крёйсмюлдер 1—1 Катажина Станчук — Хейке Верхёл 0—2 Елена Короткая — Виталия Думеш 1—1 Рита Пакаускайте — Петра Душкова 2—0 Наталья Садовская — Юлия Макаренкова 2—0 FMJD Дарья Ткаченко — Ольга Балтажи 1—1 Галина Петухова — Петра Душкова 1—1 Лиса Схолтенс — Виктория Мотричко 0—2 Мия Плестите — Марта Банковска 0—2 Флёр Крёйсмюлдер — Катажина Станчук 1—1 Хейке Верхёл — Елена Короткая 1—1 Виталия Думеш — Рита Пакаускайте 1—1 Ольга Балтажи — Галина Петухова 0—2 Юлия Макаренкова — FMJD Дарья Ткаченко 1—1 Виктория Мотричко — Наталья Садовская 1—1 Марта Банковска — Лиса Схолтенс 1—1 Катажина Станчук — Мия Плестите 1—1 Елена Короткая — Флёр Крёйсмюлдер 1—1 Рита Пакаускайте — Хейке Верхёл 1—1 Петра Душкова — Виталия Думеш 1—1 |